# Kopf über Wasser
Kopf über Wasser (Originaltitel: Head Above Water) ist eine US-amerikanische Filmkomödie von Jim Wilson, die im Jahr 1996 produziert wurde. Im Film sind in den Hauptrollen Harvey Keitel und Cameron Diaz zu sehen. Der Film ist ein Remake der norwegischen Komödie Ferien mit einer Leiche (Originaltitel: Hodet over vannet) aus dem Jahr 1993.

## Handlung
Nathalie heiratet den Richter George, der sie zuvor in einem Strafprozess zu einer milden Strafe verurteilt hat. Das frisch vermählte Paar verbringt seinen Urlaub in seinem Ferienhaus auf einer Insel in Maine. Der einstige Geliebte von Nathalie, Kent, taucht bei Nathalie auf, während sich George auf einer nächtlichen Angeltour befindet. Kent verstirbt überraschend über Nacht, nachdem er eine Menge Alkohol getrunken hat. In Panik versteckt Nathalie die nackte Leiche unter einer Bodenluke zum Keller, damit ihr Gatte nichts von dem nächtlichen Besuch ihres ehemaligen Liebhabers mitbekommt.
Als George von der Angeltour zurückkehrt, entdeckt er, dass die Bodenluke nicht geschlossen ist, und hilft mit einem kräftigen Fußtritt nach. Dabei bricht er unwissentlich der dort versteckten Leiche das Genick. Nathalie gesteht ihrem Mann, dass Kent sie in der letzten Nacht besucht hat und eines natürlichen Todes gestorben ist. Nathalie will den Vorfall der Polizei melden, aber George meint, man würde nicht an einen Unfall glauben und ihn des Mordes bezichtigen, da die Umstände auf alles andere als auf einen natürlichen Tod hinweisen. So befand sich in der Wodka-Flasche, die Kent geleert hat, Methanol. Zudem ist das Genick der nackten Leiche gebrochen und ihre Kleidung kann nicht mehr aufgefunden werden, da Nathalie sie in ihrer Panik im Meer versenkt hat.
Daher wollen George und Nathalie die Leiche im Meer versenken, aber der mit Nathalie seit der Kindheit befreundete Lance, der in direkter Nachbarschaft auf der sonst unbewohnten Insel wohnt, stört sie dabei. George zerstückelt daraufhin die Leiche und betoniert sie in den Stufen ihrer neu gebauten Gartenlaube ein.
Nathalie kann nicht glauben, zu welcher Tat ihr Gatte in der Lage war. Da George befürchtet, sie könne die Polizei verständigen, versucht er Nathalie zu töten, die bei dem sehr verständnisvollen Lance Hilfe sucht.
Jedoch findet sie bei Lance eine Postkarte von Kent, auf der dieser sein Kommen angekündigt hat. Sie verdächtigt Lance, aus Eifersucht den Flascheninhalt ausgetauscht zu haben, und läuft zurück zu George, um ihm das zu berichten.
George hat sich zwischenzeitlich betrunken und erschießt Lance in der folgenden Auseinandersetzung. Er fesselt Nathalie erneut an einen Stuhl und betoniert ihre Füße in einem großen Kübel ein. Er droht, sie ins Meer zu werfen, doch es zeigt sich, dass er ebenfalls Methanol getrunken hat und nun erblindet. George fällt ins Wasser und wird von der herabstürzenden Spitze der Gartenlaube durchbohrt. Nathalie fällt ebenfalls ins Wasser. Sie wird jedoch von einem Polizisten der Küstenwache gerettet, der auf der Insel auftaucht, um nach dem von Kent gestohlenen Boot zu suchen.
Als Nathalie mit dem Polizisten die Insel verlässt und auf der Bootsfahrt den Tathergang zu Protokoll gibt, fragt der Polizist nach einer Erfrischung. Daraufhin bietet Nathalie ihm eine Wasserflasche an, die von George mit Nathalies Betäubungsmitteln vergiftet wurde, wovon Nathalie allerdings nichts weiß.

## Kritiken
Jack Mathews schrieb in der „Los Angeles Times“ vom 25. Juni 1997, die Handlung sei „dünn“ („slight“). Er kritisierte die Darstellungen von Cameron Diaz und von Harvey Keitel, den er für eine Fehlbesetzung in einer Komödie hielt.
Fred Hong Joo Jung kritisierte in „Korea Times“ die Darstellung von Cameron Diaz.
Der Film wurde auf www.eye.net mit den Worten „mish-mash“ und „bullshit“ bezeichnet. Er sollte „unendlich verachtungsvoll“ („infinitely dismissive“) und „unendlich verzichtbar“ („infinitely missable“) sein.

## Auszeichnungen
Die Deutsche Film- und Medienbewertung FBW in Wiesbaden verlieh dem Film das Prädikat besonders wertvoll.
Christopher Young gewann 1996 für die Filmmusik einen Preis des Catalonian International Film Festival, Jim Wilson wurde für den ähnlichen Preis nominiert.

## Hintergründe
Der Film ist eine Neuverfilmung des norwegischen Films Ferien mit einer Leiche (Hodet over vannet) aus dem Jahre 1993.

## Synchronisation
Der Film wurde von der PPA Film GmbH Pierre Peters-Arnolds synchronisiert. Das Diaglogbuch wurde von Pierre Peters-Arnolds verfasst, der auch die Dialogregie führte.
| Figur    | Schauspieler  | Synchronsprecher    |
| -------- | ------------- | ------------------- |
| George   | Harvey Keitel | Joachim Kerzel      |
| Kent     | Billy Zane    | Charles Rettinghaus |
| Lance    | Craig Sheffer | Christian Weygand   |
| Nathalie | Cameron Diaz  | Katrin Zimmermann   |
| Polizist | Shay Duffin   | Norbert Gastell     |